# أوغست كراكاو
أوغست كراكاو (بالألمانية: August Krakau) (12 سبتمبر 1894 – 7 يناير 1975) هو جنرال ألماني في الفيرماخت خلال الحرب العالمية الثانية قاد الفرقة الجبلية السابعة. هو أحد الفائزين بوسام الفارس الصليبي الحديدي الخاص بألمانيا النازية.